# ريش الطيران

بنية عظام جناح الطائر تظهر نقاط اتصال الريشات.

ريش الطيران (أو ريش الحواف) أو الرِّفْلَة (جمع: رِفَال) هو ريش طويل صلب وغير المتماثل ولكن متناظر على الأجنحة. يلعب هذا الريش دورا رئيسيا في تحليق الطيور. يستخدم المصطلح لتسمية جزء من ريش الأجنحة ومن ريش الذيل أيضا.
وظيفة ريش الطيران الأساسية هي المساهمة في توليد قوة الدفع ورفع أثناء الطيران. إلى جانب ذلك، نجد لها استخدامات أخرى متصلة بوضائف كالدفاع عن الديار وطقوس التزاوج أو في سلوكيات الأكل.
التسنينات الصغير على حافة ريش البوم تسمح له بالطيران بصمت (ولذلك يصطاد بكفاءة). تحتفظ الطيور التي لا تطير بريش الطيران، ولكن في بعض الأحيان في أشكال مختلفة جذريا.
تساقط هذا الريش قد يسبب إعاقة للطيور لتأثيره في قدرتها على الطيران خصوصا.

## أسماء الريش
وللريش أسماء حسب موضع نموه:
- القوادم (بالإنكليزية: Primaries)[6]
- الخوافي (بالإنكليزية: Secondaries)[6]
- المقومات (بالإنكليزية: Tertials)[6]